# Kansas City (canção)
"Kansas City"  é uma canção de rhythm and blues escrita por Jerry Leiber e Mike Stoller em 1952. Gravada pela primeira vez por Little Willie Littlefield no mesmo ano, a canção mais tarde se tornou um hit no topo das paradas quando foi gravada por Wilbert Harrison em 1959. "Kansas City" é uma das músicas mais gravadas de Leiber e Stoller, com mais de trezentas versões ", com vários aparecendo nas paradas de R&B e pop.

## Canção original
"Kansas City" foi escrita por Jerry Leiber e Mike Stoller, dois fãs de rhythm and blues de Los Angeles com dezenove anos. Nenhum deles tinha estado em Kansas City, mas foram inspirados pelos discos de Big Joe Turner.
I'm goin' to Kansas City, Kansas City here I come (2×)

They got a crazy way of lovin' there, and I'm gonna get me some

I'm gonna be standing on the corner, of Twelfth Street and Vine (2×)

With my Kansas City baby, and a bottle of Kansas City wine
Através de uma conexão com o produtor Ralph Bass, eles escreveram "Kansas City" especificamente para o artista de blues / R & B da Costa Oeste, Little Willie Littlefield. Houve uma discordância inicial entre os dois escritores sobre a melodia da canção: Leiber (que escreveu a letra) preferia uma canção de blues tradicional, enquanto Stoller queria uma linha vocal mais distinta; Stoller acabou prevalecendo. Eles ensinaram a canção para Littlefield na casa de Maxwell Davis, que arranjou e forneceu o sax tenor para a música. Littlefield gravou a música em Los Angeles em 1952, durante sua primeira sessão de gravação para a Federal Records, uma subsidiária da King Records. Ralph Bass da Federal mudou o título para "K. C. Loving", que ele supostamente considerou soar "mais moderno" do que "Kansas City". A gravação de Littlefield teve algum sucesso em partes dos Estados Unidos, mas não atingiu a parada nacional.

## Versão de Little Richard
Em 1955, Little Richard gravou duas versões bastante diferentes de "Kansas City", ambas as quais não foram lançadas até anos depois. A primeira versão, que se aproximava da canção original, foi lançada em novembro de 1970, na coletânea Well Alright !. Little Richard reformulou substancialmente a cançãopara sua segunda versão, particularmente o refrão começando com as palavras  "Hey, hey, hey, hey; Hey baby, hey child, hey now"". Foi lançado no final de 1958 em The Fabulous Little Richard e em abril de 1959 como single.
Em 9 de maio de 1956, Little Richard gravou "Hey-Hey-Hey-Hey", também conhecida como "Hey-Hey-Hey-Hey! (Goin 'Back to Birmingham)", que era semelhante a uma parte da segunda versão de "Kansas City" gravada seis meses antes. Creditada a Richard, foi lançada em janeiro de 1958 como o lado B de "Good Golly, Miss Molly" e em julho de 1958 no Little Richard.

## Versão de Wilbert Harrison
Em 1959, após vários anos tocando "K. C. Loving" de Littlefield, Wilbert Harrison decidiu gravar a canção. Em março de 1959, depois que a versão de Little Richard foi lançada, Harrison, com um trio incluindo o guitarrista Wild Jimmy Spruill, gravou em um estúdio de Nova York para o produtor Bobby Robinson da Fury Records. "Kansas City" foi lançado em um single por Fury no final daquele ano.
Embora o arranjo da música variasse pouco do de Littlefield, "atingiu um groove de shuffle tão sólido que foi inesquecível", com ritmo inspirado e trabalho de guitarra solo de Spruill. A música de Harrison foi lançada com o nome original de Leiber e Stoller, "Kansas City", mas mudou o refrão para "They got some crazy little women there, and I'm gonna get me one" ("Eles têm algumas mulheres loucas lá, e eu vou comprar uma para mim")  e baixou uma seção de doze compassos.
Logo após o lançamento da música, várias outras versões apareceram. A revista Billboard da semana para 30 de março de 1959, listava cinco lançamentos diferentes de "Kansas City": Harrison's e versões de Hank Ballard e os Midnighters, Rocky Olson, Rockin' Ronald & the Rebels, e uma reedição de Littlefield. Uma semana depois, a revista anunciou o lançamento em single de uma versão de Little Richard. Embora as versões de Ballard e Richard tenham aparecido nos níveis mais baixos das paradas da Billboard, Harrison's foi um sucesso galopante, alcançando o primeiro lugar nas paradas de R&B e pop, onde permaneceu por sete semanas e se tornou um dos discos mais vendidos de 1959.
Harrison também gravou uma canção resposta para a mesma melodia de "Kansas City", chamada "Goodbye Kansas City", que foi lançada em um single pela Fury Records em 1960.

## Versão dos Beatles
Em outubro de 1964, os Beatles gravaram "Kansas City", de Little Richard, (intitulada "Kansas City" / "Hey, Hey, Hey, Hey"), uma canção que começaram a tocar na primavera de 1961, enquanto em Hamburgo.

### Background
Paul McCartney descobriu a faixa na primeira metade de 1959, quando o medley de Little Richard de 1955 "Kansas City" / "Hey, Hey, Hey, Hey" foi relançado como um disco de 45  RPM na Grã-Bretanha. McCartney reverenciou esta versão em particular e não conhecia a versão de Wilbert Harrison. A primeira apresentação da música pelos Beatles pode ser datada do início do verão de 1960, com sua aparição em um set list copiado por McCartney para um pedaço de papel.
Durante sua primeira sessão de gravação profissional em junho de 1961, os Beatles provavelmente gravaram a música com Tony Sheridan, embora os outtakes desta faixa provavelmente não existam mais.. Os Beatles fizeram sua primeira aparição na televisão em 22 de agosto de 1962, apresentando "Some Other Guy" e "Kansas City" / "Hey-Hey-Hey-Hey" no The Cavern Club. O áudio é a primeira instância sobrevivente da "voz de Little Richard" de McCartney, que o historiador dos Beatles Mark Lewisohn considera "impressionante", com "as notas altas cantadas alto, forte, melodicamente e excitantemente por dois minutos e meio." A música é ouvida novamente durante sua apresentação em dezembro de 1962 no Star-Club em Hamburgo, lançado oficialmente em 1977 como Live! no Star-Club em Hamburgo, Alemanha; 1962. Eles gravaram o medley para um programa BBC Light em 16 de julho de 1963, lançado em 1994 no Live at the BBC. O musicólogo e escritor Ian MacDonald descreve esta versão como "um dos destaques desta coleção geralmente medíocre, apresentando um forte vocal de McCartney e um solo de ataque de Harrison."
Um mês antes de gravar a faixa no estúdio, eles a tocaram durante um show em 17 de setembro de 1964 no Kansas City Municipal Stadium, uma adição única à sua setlist usual. MacDonald escreve, "a reação que provocou garantiu seu lugar no LP."

### Gravação
No domingo, 18 de outubro de 1964, durante um dia de folga de sua turnê no Reino Unido de 1964, os Beatles gravaram um medley de"Kansas City"/"Hey, Hey, Hey, Hey". Enquanto ensaiava a canção, McCartney achou algumas partes difíceis de cantar. Mais tarde, ele lembrou que John Lennon o puxou de lado e o encorajou, dizendo: "Vamos, cara, você pode fazer melhor do que isso, suba aí!". Gravado em apenas dois takes, o take um foi marcado como "o melhor". Cada tomada inclui um solo de guitarra diferente de George Harrison, indicando que ele improvisou. Harrison toca sua guitarra Country Gent e Lennon toca sua Rickenbacker 325 Capri 1958. O produtor George Martin dobrou uma contribuição de piano em seu Steinway. Lewisohn descreve a parte como "quase imperceptível na gravação." Martin e os engenheiros Norman Smith e Tony Clark mixaram a faixa para mono e estéreo em 26 de outubro.
A faixa difere da de Little Richard em seu baixo ambulante simplificado e acordes triplos de piano, que MacDonald escreve, "[dá] um swing atrevido a uma performance decepcionada apenas por sua mixagem mono leve."MacDonald conclui que é "um dos melhores covers dos Beatles."

### Lançamento
Os Beatles lançaram a faixa no Reino Unido em 4 de dezembro de 1964 em seu álbum Beatles for Sale. O lançamento nos Estados Unidos veio no ano seguinte, em 14 de junho de 1965, no Beatles VI. Como parte da série "Starline" da Capitol Records, a faixa era o lado B de "Boys" em um single de outubro de 1965.
Os Beatles lançaram a segunda versão do álbum de compilação de 1995, Anthology 1, uma versão que MacDonald chama de "apenas um pouco menos bem-sucedida". Esta versão não inclui overdub de piano de Martin. Uma versão ao vivo, gravada em Hamburgo em dezembro de 1962, está incluída no lançamento de 1977, Live! at the Star-Club in Hamburg, Germany; 1962. Outras versões ao vivo aparecem nos álbuns Live at the BBC e On Air - Live at the BBC Volume 2 e no filme Let It Be. Os Beatles apareceram no programa de televisão americano Shindig! realizando o medley ao vivo em outubro de 1964.

### Créditos
De acordo com Ian MacDonald, exceto onde indicado:
- Paul McCartney –vocal principal, baixo
- John Lennon – backing vocal, guitarra base, palmas[31]
- George Harrison – backing vocal, guitarra base, palmas[31]
- Ringo Starr – bateria
- George Martin – piano

## Versão de James Brown
James Brown gravou uma versão de "Kansas City" em 1967. O single alcançou a posição 21 na parada de R&B e a posição 55 na parada de singles do Hot 100. Uma versão posterior, mais funk, aparece no álbum de 1975, Everybody's Doin 'the Hustle & Dead no Double Bump. Brown gravou performances ao vivo da música em seus álbuns Live at the Apollo, Volume II (1968) e Say It Live and Loud (1998; gravado em 1968), e em seus filmes de concerto James Brown: Man to Man and Live at Boston Garden. Este também foi o primeiro single de James Brown a ser relançado pela Polydor Records.
A pedido de Brown, a cantora Marva Whitney cantou "Kansas City" na conclusão de seu funeral público em Augusta, Geórgia em 2006.

## Reconhecimento e influência
Em 2001, Harrison's "Kansas City" recebeu um Grammy Hall of Fame Award e está incluído na lista do Rock and Roll Hall of Fame das "500 músicas que deram forma ao rock and roll". Em vários momentos, as versões de Harrison e dos Beatles foram tocadas nos alto-falantes no Kauffman Stadium após os jogos de beisebol do Kansas City Royals.
Em 2005, Kansas City adotou "Kansas City" como sua canção oficial, dedicando "Goin 'to Kansas City Plaza" no histórico distrito 18 e Vine Jazz. Devido à remodelação, o cruzamento "12th Street and Vine" mencionado na música não existe mais, mas um parque aproximadamente em forma de piano de cauda e com um caminho em forma de clave de sol existe no local anterior, marcado por uma placa comemorativa. Algumas versões substituíram "18 and Vine" por "12th Street and Vine", que canta muito bem e reconhece a história do jazz de Kansas City.